# Cyprus op het Eurovisiesongfestival 2017

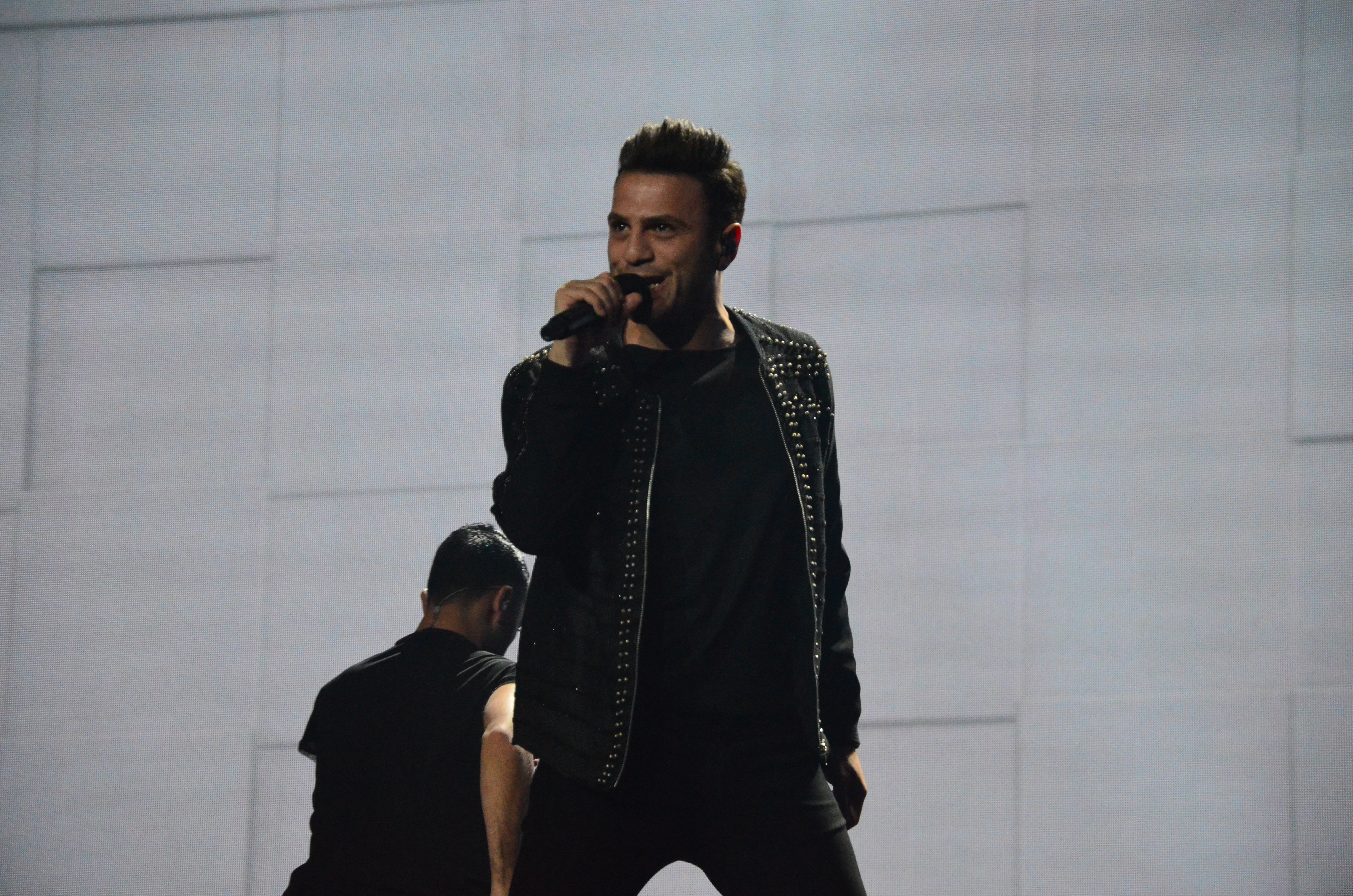
Hovig tijdens de repetities in Kiev.

Cyprus nam deel aan het Eurovisiesongfestival 2017 in Kiev, Oekraïne. Het was de 34ste deelname van het land op het Eurovisiesongfestival. CyBC was verantwoordelijk voor de Cypriotische bijdrage voor de editie van 2017.

## Selectieprocedure
Op 8 augustus 2016 bevestigde CyBC te zullen deelnemen aan de komende editie van het Eurovisiesongfestival. Op 21 oktober 2016 werd duidelijk dat de Cypriotische openbare omroep Hovig intern had aangeduid als nationale vertegenwoordiger op het komende Eurovisiesongfestival. Hiermee was Cyprus het eerste land dat zijn kandidaat voor Kiev selecteerde. Het nummer, dat als titel Gravity meekreeg, werd op 1 maart 2017 gepresenteerd aan het grote publiek.

## In Kiev
Cyprus trad aan in de eerste halve finale, op dinsdag 9 mei 2017. Daarin eindigde het als vijfde, waardoor het zich plaatste voor de finale. Daarin eindigde Cyprus als 21ste.
1981 · 1982 · 1983 · 1984 · 1985 · 1986 · 1987 · 1988 · 1989 · 1990 · 1991 · 1992 · 1993 · 1994 · 1995 · 1996 · 1997 · 1998 · 1999 · 2000 · 2001 · 2002 · 2003 · 2004 · 2005 · 2006 · 2007 · 2008 · 2009 · 2010 · 2011 · 2012 · 2013 · 2014 · 2015 · 2016 · 2017 · 2018 · 2019 · 2020 · 2021 · 2022 · 2023 · 2024 · 2025
Albanië · Armenië · Australië · Azerbeidzjan · België · Bulgarije · Cyprus · Denemarken · Duitsland · Estland · Finland · Frankrijk · Georgië · Griekenland · Hongarije · Ierland · IJsland · Israël · Italië · Kroatië · Letland · Litouwen · Macedonië · Malta · Moldavië · Montenegro · Nederland · Noorwegen · Oekraïne · Oostenrijk · Polen · Portugal · Roemenië · San Marino · Servië · Slovenië · Spanje · Tsjechië · Verenigd Koninkrijk · Wit-Rusland · Zweden · Zwitserland